# Leuctra bozi
Leuctra bozi är en bäcksländeart som beskrevs av Vinçon och Ignac Sivec 2001. Leuctra bozi ingår i släktet Leuctra och familjen smalbäcksländor. Inga underarter finns listade i Catalogue of Life.